# Franz Ludwig Colmenero de Valderois
Graf Franz Ludwig Colmenero de Valderois (* 1700; † 19. September 1734 gefallen bei Guastalla) war kaiserlich österreichischer Generalmajor sowie Inhaber des Infanterieregiments No. 21.

## Leben
Er entstammt einer Patrizier-Familie aus Genua und trat schon jung in kaiserliche Dienste. Bereits 1730 war er Oberst und Regimentskommandeur des Infanterieregiments No.24 (Max Starhemberg). Als 1729 auf Korsika die Rebellion gegen Genua ausbrach wurde Colmenero geschickt, um die Republik Genua zu Zugeständnissen gegenüber den Korsen zu bewegen. Er zeichnete sich auch in den Feldzügen von 1731 und 1732 aus und organisiert dabei den Nachschub.
Im Jahr 1734 erreichte der Polnische Thronfolgekrieg Italien. Die Franzosen und Spanier besetzten die österreichischen Besitzungen. Bereits 1733 errichtete Colmenero auf eigene Kosten das Infanterieregiment No. 21 zu dessen Inhaber ernannt und außerdem wurde er zum Generalmajor befördert. Er kämpfte am 15. September erfolgreich bei Quistello, dort kommandierte er mit dem Feldmarschall-Lieutenant Graf Neipperg die zweite Kolonne.
Am 19. September 1734 glaubten die Österreicher nun leichtes Spiel gegen die abrückenden Spanier und Franzosen zu haben. Dieses erwies sich aber als Fehleinschätzung. In der Hoffnung das Blatt zu wenden, unternahm Colmenero mit den letzten Reserven einen Sturm und fiel an der Spitze seiner Truppen.